# انعام الجریتلی
انعام الجریتلی (انگلیسی: Enaam Elgretly؛ زادهٔ ۶ نوامبر ۱۹۴۴) هنرپیشه اهل مصر است. وی از سال ۱۹۶۶ میلادی تاکنون مشغول فعالیت بوده‌است.